# Sutjeska (plan)
Sutjeska je kodni naziv za ratne planove oružanih snaga SFRJ koji su od početka 1970-ih nastajali u Beogradu. Planovima je zamišljena potpuna (radikalna) agresija na Jugoslaviju u dvije inačice, napadom s istoka (Sutjeska-1) i napadom sa zapada (Sutjeska-2) i odgovor JNA na tobožnju agresiju. Planom predpostavljena agresija na Jugoslaviju bila je u to vrijeme geopolitički nemoguća. 
Na osnovi zapadne varijante, Sutjeska-2, koja je sustavno usavršavana 1980-ih, JNA je svake godine u razdoblju od 1986. do 1990. godine provodila vojnu vježbu kodnog imena Romanija kojom su se zapovjedništva i postrojbe Jugovojske pripremala za provedbu isplaniranog odgovora na zamišljenu agresiju. Kako je taj uvježbavani odgovor JNA velikim dijelom istovjetan operativnom djelovanju JNA s početka velikosrpske agresije, ovaj plan i vojne vježbe smatra se ranom pripremom ostvarenja agresije na Hrvatsku i BiH iz prve polovice 1990-ih godina.
Plan je predviđao da će napadač (NATO) u prvim danima rata imati uspjeha, zauzeti dio Jugoslavije, a da će nakon sređivanja stanja i prelaska društva na ratno življenje, Oružane snage SFRJ provesti uspješnu oslobodilačku operaciju angažiranjem snaga iz dubine. Teritorij za kojega je predviđeno da će biti zauzet od strane neprijatelja te će ga trebali osloboditi gotovo u potpunosti se poklapa s teritorijem kojega je naseljavalo hrvatsko i muslimansko stanovništvo, u Hrvatskoj i BiH. 
Uvježbavanje istočne inačice (Sutjeska-1), koja je uključivala zamišljeno djelovanje u Srbiji i Makedoniji je zanemareno. 
Od proljeća 1990. godine Sutjeska-2 je bila osnovni plan JNA. JNA je u zimu i proljeće 1991. godine izradila svoju posljednju verziju ovog
plana. Temeljem njega razvila je dodatno prilagođeni plan navalnih operacija kojim je predviđeno presijecanje Hrvatske na nekoliko pravaca, odvojeni napadi na okružene hrvatske snage; nakon čega bi slijedio diktat Srbije oko budućeg izgleda granica.

## Vanjske poveznice
- National Security and the Future Davor Domazet Lošo: Kako je pripremana agresija na Hrvatsku i Bosnu i Hercegovinu ili preoblikovanje JNA u srpsku imperijalnu silu, zbornik sv. 1, 2001., ISSN 1 333-0934